# An Eastern Westerner
An Eastern Westerner is een korte stomme film uit 1920 onder regie van Hal Roach. Vlak voor het maken van de film explodeerde een bom in de hand van Harold Lloyd. Hij verloor hierbij twee vingers van zijn rechterhand. In enkele scènes is het duidelijk dat hij zijn hand met opzet niet gebruikt.

## Rolverdeling
| Acteur        | Personage                                                  |
| ------------- | ---------------------------------------------------------- |
| Harold Lloyd  | The Boy                                                    |
| Mildred Davis | The Girl                                                   |
| Noah Young    | Tiger Lip Tompkins, The Bully, Leader of the Masked Angels |